# Ellen Auerbach
Ellen Auerbach (Karlsruhe, 20 mai 1906 - New York, 30 juillet 2004) est une photographe américaine d'origine allemande.

## Biographie
Ellen Auerbach (née Ellen Rosenberg) est née le 20 mai 1906 à Karlsruhe, en Allemagne. Elle est la fille de Max Rosenberg et Melanie Gutmann, une famille juive libérale. Son père est un homme d'affaires tandis que sa mère est femme au foyer. Entre 1924 et 1927, elle étudie l'art à la Badische Landeskunstschule de Karlsruhe (devenue l'Académie des beaux-arts de Karlsruhe). En 1928, elle se rend à l'Académie des arts de Stuttgart pour poursuivre ses études. Elle y sculpte un buste de son oncle, qui lui donne un appareil photo de 9 × 12 cm pour qu'elle puisse «bien cadrer»  Cette première expérience l'incite à faire de la photographie un moyen de gagner sa vie.
En 1929, Ellen Rosenberg s'installe à Berlin pour étudier la photographie avec Walter Peterhans,. Pendant ces études avec Walter Peterhans, elle rencontre Grete Stern. Les deux jeunes femmes développent une profonde amitié qui durera toute leur vie. L'environnement libéral de Berlin, pendant la République de Weimar, permet aux  deux femmes de mener une vie sociale et sexuelle libre. Les études d'Ellen Rosenberg avec Walter Peterhans s'interrompent en 1930 lorsqu'il déménage à Dessau pour devenir le maître de la photographie à l'école d'art et de design Bauhaus. Il l'encourage à poursuivre la photographie tout au long de sa vie.
En 1930, Ellen Rosenberg et Grete Stern achètent le studio et l'équipement de Peterhan et fondent leur propre studio de photographie et de design spécialisé dans la publicité, la mode et le portrait, l'une des premières entreprises photographiques dirigées par des femmes. Elles nomment leur studio d'après leurs surnoms d'enfance, ringl+pit. Elles signent leurs œuvres ensemble. Le couple est influencé par l'environnement créatif de Berlin à l'époque. Alors que Grete Stern se spécialise dans la conception graphique et les aspects formels de la photographie, Ellen Rosenberg apporte des touches d'humour et d'ironie à leurs représentations de femmes,. Cette ironie se retrouve par exemple  dans leur publicité pour Pétrole Hahn, utilisant un mannequin artificiel correspondant à l'idéal féminin de l'époque, avec une chemise de nuit un peu vieillotte et assori d'une main bien réelle brandissant un flacon du produit capillaire,. Ellen Rosenberg expérimente également le cinéma et réalise quelques courts métrages en noir et blanc,.
Lorsque Hitler accède au pouvoir en 1933, Walter Auerbach, un militant des milieux politiques de gauche, les met en garde contre les dangers à venir. À la fin de l'année 1933, Ellen Rosenberg quitte l'Allemagne pour la Palestine, seul endroit où elle peut aller. Peu après son arrivée, Ellen Rosenberg devient la photographe officielle de l'Organisation internationale des femmes sionistes (en anglais : Women's International Zionist Organization, plus connue sous le sigle WIZO)  et réalise Tel Aviv, un film 16 mm en noir et blanc sur la ville en pleine expansion. Lorsque Walter Auerbach la rejoint en Palestine, ils ouvrent un studio de photographie pour enfants appelé Ishon.
En 1936, Walter Auerbach et Rosenberg gagnent Londres et y rejoignent Grete Stern. Grete Stern et Ellen Rosenberg collaborent à nouveau à quelques commandes. Après l'émigration de Grete Stern en Argentine en 1936, Ellen Rosenberg tente, sans succès, d'obtenir un permis de travail et de résidence pour diriger le studio de Londres. En 1937, elle épouse Walter Auerbach et le couple émigre aux États-Unis. Ils vivent à Philadelphie, où elle a de la famille, et continuent à travailler comme photographe pour enfants. En 1938, l'une de ses photographies d'enfants est sélectionnée pour la couverture du numéro du deuxième anniversaire du magazine Life. Elle y expérimente également la photographie ultraviolette et infrarouge. En 1940, Ellen et Walter Auerbach s'installent à New York, où elle travaille en free-lance pour des magazines. Elle réalise également des pochettes de disques. Les Auerbach mettent fin à leur mariage en 1945, mais ils conservent une relation amicale. Entre 1946 et 1949, Ellen Auerbach travaille avec le Dr Sybil Escalona, psychologue pour enfants, à l'institut psychiatrique Menninger au Kansas. Elle y photographie, et réalise également deux films sur le comportement des jeunes enfants. Au début des années 1950, elle enseigne la photographie, dans le New Jersey. En 1955, elle rejoint le photographe de nature Eliot Porter au Mexique. Leurs photographies sont prises à la lumière naturelle. Ce travail n'a pas été reconnu à l'époque, mais a été publié dans deux livres bien des années plus tard. Ce voyage a été son dernier projet photographique professionnel.
À l'âge de soixante ans, Auerbach se lance dans une nouvelle carrière, en proposant une thérapie éducative aux enfants souffrant de troubles de l'apprentissage à l'Educational Institute for Learning and Research de New York,.